# 보존 법칙
물리학에서 보존 법칙(영어: Conservation law)은 고립된 물리계가 시간이 지남에 따라 진화할 때, 이 계의 어떤 물리량이 변하지 않는다는 법칙이다. 정확한 보존법칙에는 질량-에너지 보존, 선운동량 보존, 각운동량 보존, 전하 보존 등이 있다. 또한 질량, 패리티, 렙톤수, 중입자수, 기묘도, 초전하 등과 같은 양에 적용되는 근사적 보존법칙들이 있다. 이러한 양은 특정 종류의 물리적 과정에서 보존되지만 모든 물리적 과정에서 보존되는 것은 아니다. 그래서 근사적 보존 법칙이라고 부른다.
국소적 보존 법칙은 일반적으로 양의 양과 해당 양의 "운송" 사이의 관계를 제공하는 편미분 방정식인 연속 방정식으로 수학적으로 표현된다. 한 지점 또는 부피 내에서 보존된 양은 부피로 유입되거나 유출되는 양에 의해서만 변경될 수 있다고 말한다.
독일 수학자 에미 뇌터가 발표한 뇌터 정리에 따르면, 각 보존 법칙은 물리학의 대칭성과 연관된다.

## 자연의 기본 법칙으로서의 보존 법칙
보존 법칙은 자연에서 일어날 수 있는 과정과 일어날 수 없는 과정을 설명한다는 점에서 물리적 세계를 이해하는 데 기본이 된다. 예를 들어, 에너지 보존 법칙에 따르면 고립계의 총 에너지량은 형태는 변할 수 있지만 변하지 않는다. 일반적으로 해당 법이 적용되는 자산의 총 수량은 물리적 과정 동안 변경되지 않는다. 고전 물리학과 관련하여 보존 법칙에는 에너지, 질량(또는 물질), 선 운동량, 각 운동량 및 전하의 보존이 포함된다. 입자 물리학과 관련하여 입자는 하나는 일반 입자이고 다른 하나는 반 입자인 쌍을 제외하고는 생성되거나 파괴될 수 없다. 대칭 및 불변 원칙과 관련하여 공간, 시간 및 전하의 반전 또는 역전과 관련된 세 가지 특별 보존 법칙이 설명되었다.
보존법칙은 물리학뿐만 아니라 화학, 생물학, 지질학 및 공학과 같은 다른 분야에도 광범위하게 적용되는 자연의 기본 법칙으로 여겨진다.
대부분의 보존법칙은 가능한 모든 과정에 적용된다는 점에서 정확하거나 절대적이다. 어떤 보존법칙은 일부 과정에만 적용되지만 다른 과정에는 적용되지 않는다는 점에서 부분적으로만 성립하는 법칙이다.
보존 법칙에 관한 한 가지 특히 중요한 결과는 뇌터 정리로, 각 보존법칙과 물리계의 미분 가능한 대칭 사이에 일대일 대응이 있음을 나타낸다. 예를 들어, 에너지 보존은 물리적 계의 시불변성을 따르고, 각운동량 보존은 물리적 계가 공간에서 방향에 관계없이 동일하다는 사실에서 발생한다.

## 정확한 법칙
정확한 법칙이라고 부르는 대칭으로 인한 물리적 보존 방정식들의 일부 목록이다. 또는 더 정확하게는, 위반된 것으로 입증된 적이 없다.
| 보존법                           | 각각의 뇌터 대칭 불변성 | 각각의 뇌터 대칭 불변성 | 독립 매개변수의 수(즉, 페이즈 공간의 차원) | 독립 매개변수의 수(즉, 페이즈 공간의 차원)                      |
| -------------------------------- | ----------------------- | ----------------------- | ------------------------------------------ | --------------------------------------------------------------- |
| 질량 에너지 보존 E               | 시간 변환 불변          | 푸앵카레 불변           | 1                                          | t 축에 따른 시간 변환                                           |
| 선형 운동량 보존 p               | 공간 변환 불변          | 푸앵카레 불변           | 3                                          | x, y, z 축을 따른 공간 변환                                     |
| 각운동량 보존 L = r × p          | 회전 불변               | 푸앵카레 불변           | 3                                          | x, y, z 축에 대한 공간 회전                                     |
| 부스트 3-벡터 보존 N = t p - E r | 로렌츠 부스트 불변성    | 푸앵카레 불변           | 3                                          | x, y, z 축을 따라 시공간의 로런츠-부스트                        |
| 전하의 보존                      | U(1) 게이지 불변        | U(1) 게이지 불변        | 1                                          | V 축을 따라 전기역학적 스칼라 퍼텐셜 장의 변환(페이즈 공간에서) |
| 색전하 보존                      | SU(3) 게이지 불변       | SU(3) 게이지 불변       | 3                                          | r, g, b 축에 따른 색역학적 퍼텐셜 장의 변환(페이즈 공간에서)    |
| 약한 아이소스핀의 보존           | SU(2) L 게이지 불변     | SU(2) L 게이지 불변     | 1                                          | 페이즈 공간에서 축을 따라 약한 퍼텐셜 장의 변환                 |
| CPT 패리티 보존                  | CPT 불변                | CPT 불변                | 1                                          | 공간, 시간, 전하 좌표의 동시 반전                               |

## 근사적 법칙
정확한 보존법칙이 아닌 근사적 보존법칙도 있다. 이는 느린 속력, 짧은 시간 척도 또는 특정 상호 작용과 같은 특정 상황에서 거의 사실이다.
- 역학적 에너지 보존
- 질량 보존 (비상대론적 속도의 경우 거의 참)
- 중입자수의 보존(키랄 이상 및 스팔레론 참조)
- 렙톤수 보존(표준모형)
- 맛깔 보존(약한 상호작용에 의해 위반됨)
- 기묘도의 보존(약한 상호작용에 의해 위반됨)
- 공간 패리티의 보존(약한 상호작용에 의해 위반됨)
- 전하 패리티보존(약한 상호작용에 의해 위반됨)
- 시간 패리티보존(약한 상호작용에 의해 위반됨)
- CP 패리티의 보존(약한 상호작용에 의해 위반됨); 표준 모델에서 이는 시간 패리티 보존과 동일하다.

## 대역 및 국소적 보존법칙
동일한 양이 한 지점 {\displaystyle A}에서 나타나고 동시에 다른 별도의 지점 {\displaystyle B}에서 사라지는 경우 우주에서 어떤 뮬리량의 총량은 변경되지 않은 상태로 유지될 수 있다. 예를 들어, 동일한 양의 에너지가 우주의 다른 지역에서 사라진다면 우주 안의 에너지 총량을 변경하지 않고 지구에 일정량의 에너지가 나타날 수 있다. 이 약한 형태의 "전역적" 보존은 로런츠 불변이 아니기 때문에 실제로는 보존법칙이 아니다. 따라서 위와 같은 현상은 자연에서 발생하지 않는다. 특수 상대성이론으로 인해 {\displaystyle A}에서 에너지가 나타나고 {\displaystyle B}에서 에너지가 사라지는 것이 하나의 관성 기준틀에서 동시에 발생하면 첫 번째 관성 기준틀을 기준으로 움직이는 다른 관성 기준틀에서는 동시에 발생하지 않는다. 움직이는 기준틀에서는 하나가 다른 하나보다 먼저 발생한다. {\displaystyle A}의 에너지는 {\displaystyle B}의 에너지가 사라지기 전 이나 후에 나타날 것이다. 두 경우 모두 간격 동안 에너지는 보존되지 않는다.
더 강력한 형태의 보존 법칙은 한 지점에서 보존된 양의 양이 변하기 위해서는 그 지점으로 들어오거나 나가는 양의 흐름 또는 플럭스가 있어야 한다는 것을 요구한다. 예를 들어, 한 지점에서의 전하량은 전하의 차이를 전달하는 지점 안팎으로 전류가 흐르지 않고는 결코 변하지 않는 것으로 밝혀졌다. 지속적인 국소적 변화만을 포함하기 때문에 이 강력한 유형의 보존 법칙은 로런츠 불변이다. 하나의 기준틀에 보존된 양은 모든 움직이는 기준틀에서 보존된다. 이것을 국소적 보존법칙 이라고 한다. 국소적 보존법칙은 또한 전역적 보존을 의미한다. 우주에서 물리양의 총량은 일정하게 유지된다. 위에 나열된 모든 보존법칙은 국소적 보존법칙법이다. 국소적 보존법칙 법칙은 체적의 양 변화가 체적 표면을 통과하는 양의 총 순 "플럭스"와 같다는 연속 방정식으로 수학적으로 표현된다. 다음 절에서는 일반적으로 연속 방정식에 대해 설명한다.

## 미분 형식
연속체 역학에서 정확한 보존 법칙의 가장 일반적인 형태는 연속 방정식으로 제공된다. 예를 들어, 전하량 보존 {\displaystyle q}는{\displaystyle {\frac {\partial \rho }{\partial t}}=-\nabla \cdot \mathbf {j} \,}여기서 {\displaystyle \nabla \cdot }는 발산 연산자, {\displaystyle \rho }는 {\displaystyle q}의 밀도(단위 부피당 양), {\displaystyle \mathbf {j} }는 {\displaystyle q}의 플럭스(단위 시간에 단위 면적을 가로지르는 양), t는 시간이다.
전하의 움직임 {\displaystyle \mathbf {u} }가 위치와 시간의 연속적인 함수라고 가정하면{\displaystyle {\begin{aligned}\mathbf {j} &=\rho \mathbf {u} \\{\frac {\partial \rho }{\partial t}}&=-\nabla \cdot (\rho \mathbf {u} )\,.\end{aligned}}}하나의 공간 차원에서 이것은 균일한 1차 준선형 쌍곡선 방정식의 형태로 나타낼 수 있다. : 43 {\displaystyle y_{t}+A(y)y_{x}=0}여기서 종속 변수 {\displaystyle y}는 보존량의 밀도 라고 하고 {\displaystyle A(y)}는 흐름 야코비안이라고 하며 부분 도함수에 대한 아래 첨자 표기법이 사용되었다. 보다 일반적으로, 비동차인 경우:{\displaystyle y_{t}+A(y)y_{x}=s}는 보존 방정식이 아니라 분산 계를 설명하는 일반적인 종류의 균형 방정식이다. 종속 변수 {\displaystyle y}는 비보존량이라고 하며 비동차 항 {\displaystyle s(y,x,t)}는 발산의 근원 또는 산일이다. 예를 들어, 이러한 종류의 균형 방정식은 운동량 및 에너지 나비에-스토크스 방정식 또는 일반적인 고립계의 엔트로피 균형이다.
1차원 공간에서 보존 방정식은 이류로 나타낼 수 있는 1차 준선형 쌍곡 방정식이다.{\displaystyle y_{t}+a(y)y_{x}=0}여기서 종속 변수 {\displaystyle y(x,t)}는 보존된(스칼라) 양의 밀도라고 하고 {\displaystyle a(y)}는 흐름 계수라고 한다. 이는 주로 보존량  {\displaystyle j(y)}의 흐름 밀도의 편미분에 해당한다 : : 43 {\displaystyle a(y)=j_{y}(y)}이 경우 연쇄 법칙이 적용되기 때문에:{\displaystyle j_{x}=j_{y}(y)y_{x}=a(y)y_{x}}보존 방정식은 흐름 밀도 형식으로 나타낼 수 있다.{\displaystyle y_{t}+j_{x}(y)=0}2 이상의 차원인 공간에서 이전 정의는 다음 형식으로 적을 수 있는 방정식으로 확장될 수 있다.{\displaystyle y_{t}+\mathbf {a} (y)\cdot \nabla y=0}여기서 보존량은 {\displaystyle y(\mathbf {r} ,t)}이고, ⋅ 는 스칼라곱을 나타내고, {\displaystyle \nabla }는 나블라 연산자이며, 여기에서 기울기를 나타낸다. {\displaystyle a(y)}는 벡터 흐름의 발산에 유사하게 대응하는 흐름 계수의 벡터이다. 보존량 j(y)와 관련된 밀도:{\displaystyle y_{t}+\nabla \cdot \mathbf {j} (y)=0}연속 방정식의 경우는 다음과 같다.{\displaystyle \rho _{t}+\nabla \cdot (\rho \mathbf {u} )=0}여기서 보존량은 질량이고 밀도 {\displaystyle \rho (\mathbf {r} ,t)}와 흐름 밀도 ρu 운동량 밀도와 동일하며 {\displaystyle \mathbf {u} (\mathbf {r} ,t)}는 유속이다.
일반적으로 보존 방정식은 다음 형식의 이러한 종류의 방정식(벡터 방정식)의 계일 수도 있다. : 43 {\displaystyle \mathbf {y} _{t}+\mathbf {A} (\mathbf {y} )\cdot \nabla \mathbf {y} =\mathbf {0} }여기서 {\displaystyle y}는 보존된 (벡터)량, {\displaystyle \nabla y}는 기울기, 0은 영벡터, {\displaystyle \mathbf {A} (y)}는 흐름 밀도의 야코비 행렬이라고 한다. 실제로 전자의 스칼라 경우와 마찬가지로 벡터의 경우 {\displaystyle \mathbf {A} (y)}는 일반적으로 흐름 밀도 행렬 {\displaystyle \mathbf {J} (y)}의 야코비 행렬에 해당한다.{\displaystyle \mathbf {A} (\mathbf {y} )=\mathbf {J} _{\mathbf {y} }(\mathbf {y} )}보존 방정식은 다음과 같은 형식으로 나타낼 수 있다.{\displaystyle \mathbf {y} _{t}+\nabla \cdot \mathbf {J} (\mathbf {y} )=\mathbf {0} }예를 들어 오일러 방정식(유체 역학)의 경우이다. 단순 압축 불가능한 경우에는 다음과 같다.{\displaystyle \nabla \cdot \mathbf {u} =0\,,\qquad {\frac {\partial \mathbf {u} }{\partial t}}+\mathbf {u} \cdot \nabla \mathbf {u} +\nabla s=\mathbf {0} ,}여기서:
- {\displaystyle \mathbf {u} }는 N-차원 공간에서 u1, u2, ..., uN 성분을 가진 흐름 속도 벡터
- s는 소스 항을 주는 특정한 압력(단위 밀도 당 압력)

이 방정식에 대한 보존된(벡터) 양과 흐름 밀도 행렬은 각각 다음과 같다.{\displaystyle {\mathbf {y} }={\begin{pmatrix}1\\\mathbf {u} \end{pmatrix}};\qquad {\mathbf {J} }={\begin{pmatrix}\mathbf {u} \\\mathbf {u} \otimes \mathbf {u} +s\mathbf {I} \end{pmatrix}};\qquad }여기서 {\displaystyle \otimes }는 외적을 나타낸다.

## 적분 형태 및 약한 형태
보존 방정식은 적분으로도 표현될 수 있다. 후자의 장점은 실질적으로 해의 매끄러움이 덜 필요하다는 것이다. 이는 약한 형식으로 가는 길을 열어 불연속 해를 포함하도록 허용 가능한 해의 범위를 확장한다. : 62–63 임의의 시공간 영역에 통합하면 흐름 밀도가 1차원 공간에서 형성된다.{\displaystyle y_{t}+j_{x}(y)=0}그린 정리를 사용하여 적분 형식은 다음과 같다.{\displaystyle \int _{-\infty }^{\infty }y\,dx+\int _{0}^{\infty }j(y)\,dt=0}유사한 방식으로 스칼라 다차원 공간의 적분 형식은 다음과 같다.{\displaystyle \oint \left[y\,d^{N}r+j(y)\,dt\right]=0}여기서 선적분은 정의역의 경계를 따라 반시계 방향으로 수행된다. : 62–63
더욱이 {\displaystyle \phi (\mathbf {r} ,t)}를 시간과 공간 모두에서 연속적으로 미분할 수 있는 콤팩트 지지 시험 함수로 정의함으로써 약한 형식은 초기 조건에서 선회하여 얻을 수 있다. 1차원 공간에서는 다음과 같다.{\displaystyle \int _{0}^{\infty }\int _{-\infty }^{\infty }\phi _{t}y+\phi _{x}j(y)\,dx\,dt=-\int _{-\infty }^{\infty }\phi (x,0)y(x,0)\,dx}약한 형태에서 밀도와 흐름 밀도의 모든 편도함수는 시험 함수로 전달되었으며 전자의 가설에서는 이러한 도함수를 허용할 수 있을 만큼 충분히 매끄럽다. : 62–63

## 같이 보기
- 불변량(물리학)
- 운동량
  - 코시 운동량 방정식
- 에너지
  - 에너지 보존과 열역학 제1법칙
- 보수 체제
- 보존 수량
  - 어떤 종류의 헬리시티는 무소산 한계에서 보존된다: 유체역학적 헬리시티, 자기 헬리시티, 교차 헬리시티 .
- 가변성의 원리
- 응력-에너지 텐서의 보존법칙
- 리만 불변
- 물리학 철학
- 전체주의 원칙
- 대류-확산 방정식
- 자연의 균일성

### 예 및 응용
- 이류
- 질량 보존 또는 연속성 방정식
- 전하 보존
- 오일러 방정식(유체 역학)
- 비점성 버거 방정식
- 운동학적 파동
- 에너지 보존
- 교통 흐름

## 참고 문헌
- Philipson, Schuster, Modeling by Nonlinear Differential Equations: Dissipative and Conservative Processes, World Scientific Publishing Company 2009.
- Victor J. Stenger, 2000. Timeless Reality: Symmetry, Simplicity, and Multiple Universes. Buffalo NY: Prometheus Books. Chpt. 12 is a gentle introduction to symmetry, invariance, and conservation laws.
- E. Godlewski and P.A. Raviart, Hyperbolic systems of conservation laws, Ellipses, 1991.